# San Giuliano Terme
San Giuliano Terme é uma comuna italiana da região da Toscana, província de Pisa, com cerca de 30.330 habitantes. Estende-se por uma área de 91 km², tendo uma densidade populacional de 333 hab/km². Faz fronteira com Calci, Capannori (LU), Cascina, Lucca (LU), Pisa, Vecchiano, Vicopisano.

## Monumentos
- Villa Medicea di Arena Metato

## Pessoas notáveis
- Nazario Pardini, (1937), ensaista e poeta
- Francesco Morini, (1944-2021), futebolista

## Demografia
| Variação demográfica do município entre 1861 e 2011                               |
|                                                                                   |
| Fonte: Istituto Nazionale di Statistica (ISTAT) - Elaboração gráfica da Wikipedia |